# Аддисон, Томас
То́мас А́ддисон (англ. Thomas Addison; 2 апреля 1793 — 29 июня 1860) — английский врач.
Его называют отцом эндокринологии. В 1855 г. опубликовал монографию, содержащую, в частности, классические описания злокачественной анемии (B12-дефицитная анемия; впервые её описал Аддисон в 1849 г., а затем в 1872 г. — Антон Бирмер, назвавший её «прогрессирующей пернициозной» [гибельной, злокачественной] анемией) и хронической надпочечниковой недостаточности; вскоре французский врач-педиатр Арман Труссо предложил называть эти болезни аддисоновой анемией и болезнью Аддисона.

## Ранние годы
Томас Аддисон родился в апреле 1793 года (точная дата рождения неизвестна) в Лонг-Бентоне, недалеко от Ньюкасла-апон-Тайн, в семье бакалейщика и торговца мукой Джозефа Аддисона и его жены Сары. Учился в местной школе Томаса Раттера, затем в Ньюкасле-апон-Тайн в Королевской бесплатной гимназии. Он настолько хорошо овладел латынью, что не только уверенно делал на ней записи, но и бегло говорил.
Отец Аддисона хотел, чтобы сын стал юристом, но тот в 1812 году поступил в медицинскую школу Эдинбургского университета в качестве студента-медика. Его приняли в члены Королевского медицинского общества. В 1815 году получил степень доктора медицины, написав диссертацию под заглавием Dissertatio medica inauguralis quaedam de syphilide et hydrargyro completectens (О сифилисе и ртути).
В том же году Аддисон переехал из Эдинбурга в Лондон и стал старшим хирургом (ординатором) в больнице Лок (London Lock Hospital). Аддисон был также учеником Томаса Бейтмана в государственной аптеке. Он начал медицинскую практику, когда был врачом в приёмной открытой палаты на Кэри-стрит.
Благодаря своим учителям Аддисон увлекся кожными заболеваниями (дерматологией). Это увлечение, продолжавшееся всю оставшуюся жизнь, привело его к тому, что он первым описал изменения пигментации кожи, типичные для недуга, который ныне называется болезнью Аддисона.

## Смерть
Томас Аддисон страдал от многочисленных эпизодов выраженной депрессии. Представляется несомненным, что в основном из-за этого расстройства он вышел в  отставку в 1860 году. Тогда он писал своим студентам-медикам: 
«Значительное ухудшение моего здоровья отпугнуло меня от тревог, обязанностей и волнений моей профессии; временно или постоянно, еще нельзя определить, но какова бы ни была причина, будьте уверены, что ничто не могло меня успокоить лучше, чем добрый интерес, проявленный учениками больницы Гая в течение многих лет испытаний, посвящённых этому учреждению». 
Три месяца спустя, 29 июня 1860 г., он покончил жизнь самоубийством. 
На следующий день после его смерти газета Brighton Herald писала: «Доктор Аддисон, бывший врач больницы Гая, покончил жизнь самоубийством, прыгнув с участка (т. е. пространство между фасадом дома и улицей) 15 Wellington Villas, где он некоторое время проживал под присмотром двух помощников, поскольку ранее больной уже совершал самодеструктивные действия. 
Ему было 72 года, и он страдал формой безумия, называемой меланхолией, вызванной переутомлением мозга. Он гулял в саду со своими помощниками, когда его позвали к обеду. Он сделал было движение к парадной двери, но вдруг бросился через невысокую — 9 футов [ок. 2,7 м] стену на площадь. Упав на голову, получил перелом лобной кости, вследствие чего наступила смерть. Это произошло в 1 час вчера утром». 
Томас Аддисон был похоронен на кладбище монастыря Ланеркост. В больнице установили его бюст, назвали в его честь зал новой части больницы и увековечили его память мраморной настенной табличкой в часовне.